# Association culturelle Bilal Xhaferri
L’Association culturelle Bilal Xhaferri (Shoqata Kulturore Bilal Xhaferri) autrement appelée aussi La Communauté Culturelle de Tchameri, est une ONG albanaise fondée par un groupe de journalistes, écrivains, artistes et intellectuels, amis et des bienveillants du poète, du prosateur et essayiste dissident Bilal Xhaferri, laquelle vise à magnifier cette figure dépréciée et jetée dans l’oubli par l’ex dictature communiste et l’exaltation des valeurs de notre culture nationale vis-à-vis des valeurs des plus développées dans les civilisations du monde, spécialement celles de la martyre Tchameri.

## Historique

### Création
L’Association Culturelle Bilal Xhaferri a été créée en 1993 et enregistrée conformément à la loi en 1994 tel qu’une institution culturelle spécialisée multifonctionnelle suivant l’expansion de l’activité de la maison des éditions Bilal Xhaferri, qui a été fondée en 1991 par l’écrivain Shefki Hysa, comme l’une des premières entités éditrices de la période postcommuniste avec le but de sélectionner et publier les valeurs les plus distinctes de la littérature mondiale, de la littérature dissidente albanaise et de la créativité des nouveaux talents qui risquent de se perdre dans les conditions difficiles de l’économie du marché.[pas clair]

### Fondation d'une institution
Les nombreuses publications de cette maison d’édition et aussi le grand écho sur son activité dans ces années, ont encouragé l’idée de fonder une institution avec des espaces et des champs d’interactions légales plus importantes que celles d’une simple entité d’éditions. Donc, il se présentait comme indispensable la création d’un organisme multifonctionnel avec plus de dignité, une organisation non gouvernementale qu’allait inclure à part le domaine des éditions, aussi la possibilité d’interagir avec les institutions du gouvernement et non-gouvernementales dans tous les aspects de la vie, dans le pays et dans l’étranger…[pas clair]
Un groupe d’activistes tchames, ensemble a des amis dans des différentes régions de l’Albanie et en Diaspora, ont longtemps discuté avec les plus estimés intellectuels de la Communauté Culturelle de la Tchameri et en collaboration avec bien plus d’autres écrivains, artistes et autres intellectuels albanais, des amis et des estimateurs de Bilal Xhaferri et de la Cause Tchame, ont décidé de créer une association culturelle, qu’outre à la maison d’éditions, pourrait avoir même sa presse. Donc, il fallait créer une organisation telle que la Ligue Tchame que Bilal Xhaferri avait créée à Chicago, États-Unis ou quelque chose de semblable à l’Association Tchameria, mais qu’avait plus tendance à la culture tchame qu’à la politique. 
En tant que résultat de la collaboration pendant les années 1993 et 1994 a été créée et renforcée l’Association Culturelle Bilal Xhaferri, comme institution spécialisée qu’allait expandre[Quoi ?] l’activité culturelle au-delà les frontières de l’Albanie, à Kosovo et en Macédoine et jusqu’aux États-Unis pour coordiner le travail avec la Ligue Tchame, La Ligue de Kosovo, La Ligue Démocratique du Monténégro, et beaucoup d’autres organisations qui agissaient dans le continent américain. L’Association serait une voix puissante à l’appui du problème tchame et pour sa solution par voies diplomatiques. Donc, à ses fondateurs il a fallu aussi faire les diplomates, comme tous les écrivains et les artistes qui spontanément prennent le rôle des ambassadeurs de la culture de leur pays… De libre choix ou pas, ils allaient devenir missionnaires de la culture albanaise, ses diplomates …[pas clair]
Mais quel étaient quelqu’un des amis qui se sont unis dans la table de cette association et qui ont aidé avec le cœur d’albanais le idéale tchame ?!… Entre eux se sont distingués aussi des connus intellectuels tels que: Namik Mane, Pandeli Koçi, Pjetër Arbnori, Dritëro Agolli, Ismail Kadare, Ballkiz Halili, Dhori Karaj, Faik Teodori, Fatos M. Rrapaj, Hektor Sejko, Hekuran Halili, Namik Selmani, Martin Mato, Minella Kureta, Sokol Jakova, Vath Koreshi, Alem Hoxha, Axhem Çapo, Balil Proda, Bujar Shurdhi, Qani Biraçi, Xhemil Lato et bien d’autres, non seulement tchames…[pas clair]

### Zone d'action de l'association
L’Association Culturelle Bilal Xhaferri très vite a touché non seulement les zones de la communauté tchame, mais aussi les principales régions de l’Albanie, partout où se trouvaient les amis de l’œuvre et de l’idéal de Bilal Xhaferri… Elle a créé de très bonnes relations avec les structures de l’état albanais, avec des politiciens de tout le spectre politique, avec ceux en pouvoir et ceux appartenant à l’opposition, avec les plus vieux et avec les plus jeunes tels que: Pjetër Arbnori, Sali Berisha, Ibrahim Rugova et Fatos Nano, Aleksandër Meksi, Servet Pëllumbi et Skënder Gjinushi, Sabri Godo, Fatmir Mediu, Namik Dokle et Arian Madhi, Edi Rama, Hashim Thaçi, Gramoz Ruçi, Bamir Topi, Besnik Mustafaj et Neritan Ceka, Petro Koçi et Preç Zogaj, Ilir Meta, Pëllumb Xhufi et Sabri Hamiti, Makbule Çeço, Jozefina Topalli, Diana Çuli, Lajla Pernaska, Valentina Leskaj, Mimi Kodheli, Majlinda Bregu et beaucoup d’autres. 
Les relations de cette association se sont étendues et renforcées aussi avec les ambassades telles que celle américaine, italienne, allemande, turque , etc. ou avec des personnages importants de la diplomatie et de la culture dans le monde tels que Hillary Clinton et Doris Pack, Miranda Vickers et James Pettifer, Marko Panela et Callenback, Dr Haim Reitan, Amir Gilad, etc.
Une génération de poètes, journalistes, intellectuels et jeunes politiciens de talent tels qu'Agim Mero, Alma Ahmeti, Bianka Bilali, Dylbere Dika, Florian Bulica, Fllanxa Veshi, Kadri Aliu, Kostaq Myrtaj, Ismail Murtaj, Leonora Bilali, Mina Çaushi, Rudina Hasa, Yllka Sulku, Xhulia Xhekaj et bien d’autres qui plus tard, allaient devenir dans les années la grande armée des combattants pour l’idéal tcham visé par cette association… 
La revue Krahu i shqiponjës (L’Aile de l’Aigle), fondée par Bilal Xhaferri aux États-Unis est devenu l’organe qui a reflété et continue à refléter toute l’activité de cette organisation patriotique.

### Glorifier Bilal Xhaferri
Son principal but était et reste la glorification de la figure de Bilal Xhaferri et des valeurs de la culture tchame et celle albanaise à côté des meilleures valeurs mondiales...[pas clair] Pour que ce but soit réalisé, on a défini l’objectif le plus proche : Le retour du corps de Bilal Xhaferri en Albanie qui a eu lieu le 6 mai 1995 avec la contribution de l’État albanais et de l’écrivain Shefki Hysa, président de cette association.
Et de cette façon a commencé une longue et fatigante[pas clair] collaboration avec tous les organismes du gouvernement et non-gouvernementales, jusqu’à rendre possible que la dépouille de Bilal Xhaferri arrive en Albanie et soit enterrée à Saranda préparant comme cela la voie à la solution de plusieurs autres problèmes au bénéfice de la culture albanaise et de la solution définitive du problème des tchames.